# Rheum rhabarbarum
Il rabarbaro (Rheum rhabarbarum L.), è una pianta appartenente alla famiglia delle Polygonaceae. I gambi delle foglie di questa coltura vengono trasformati, tra le altre cose, in composte, marmellate, torte e anche succhi.

## Etimologia
Il nome Rheum rhabarbarum deriva dal termine latino medievale rheu barbarum che significa radice straniera: rheum per radice e barbarus per straniero (barbaro).

## Descrizione

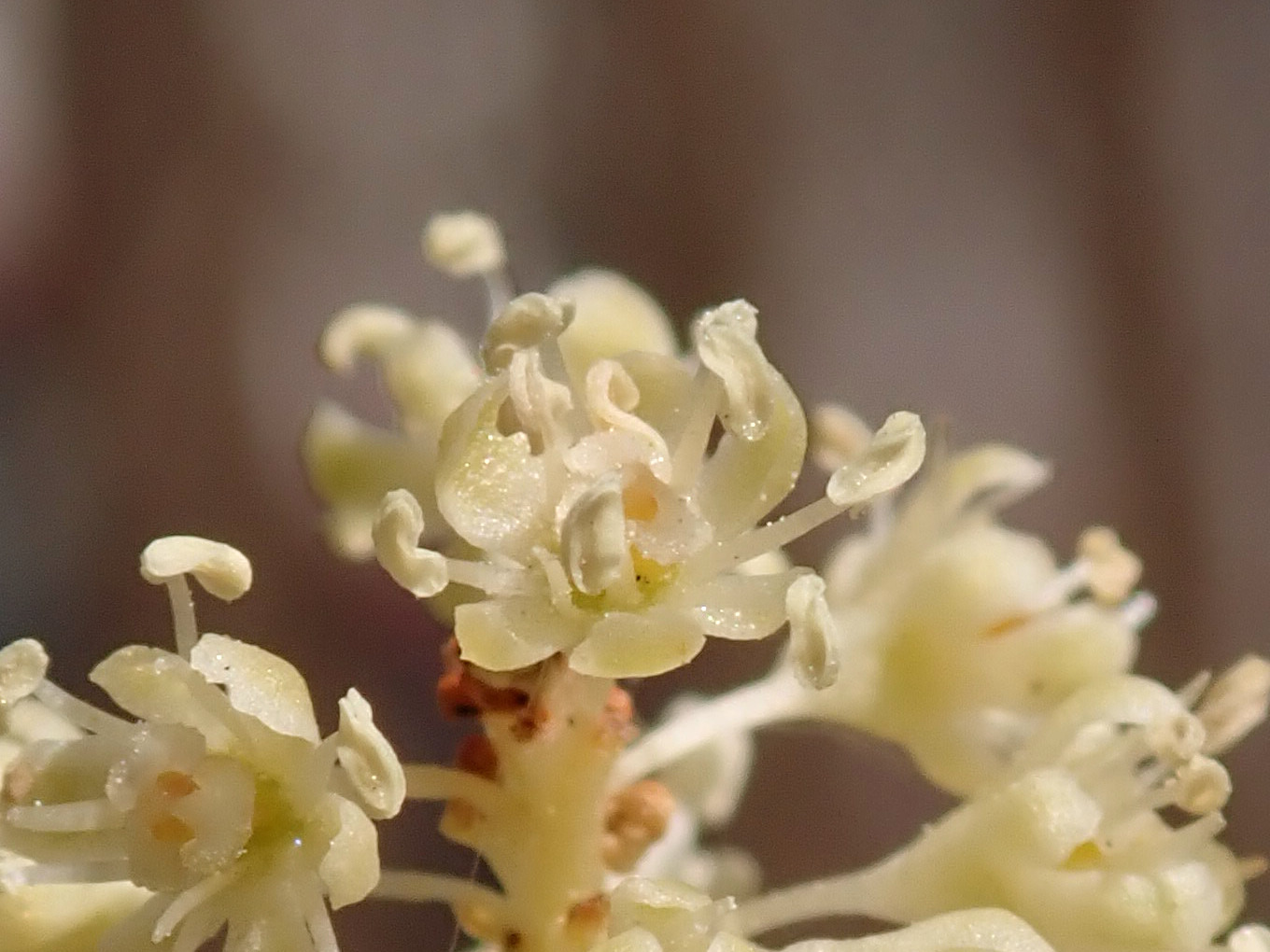
Fiori di rabarbaro

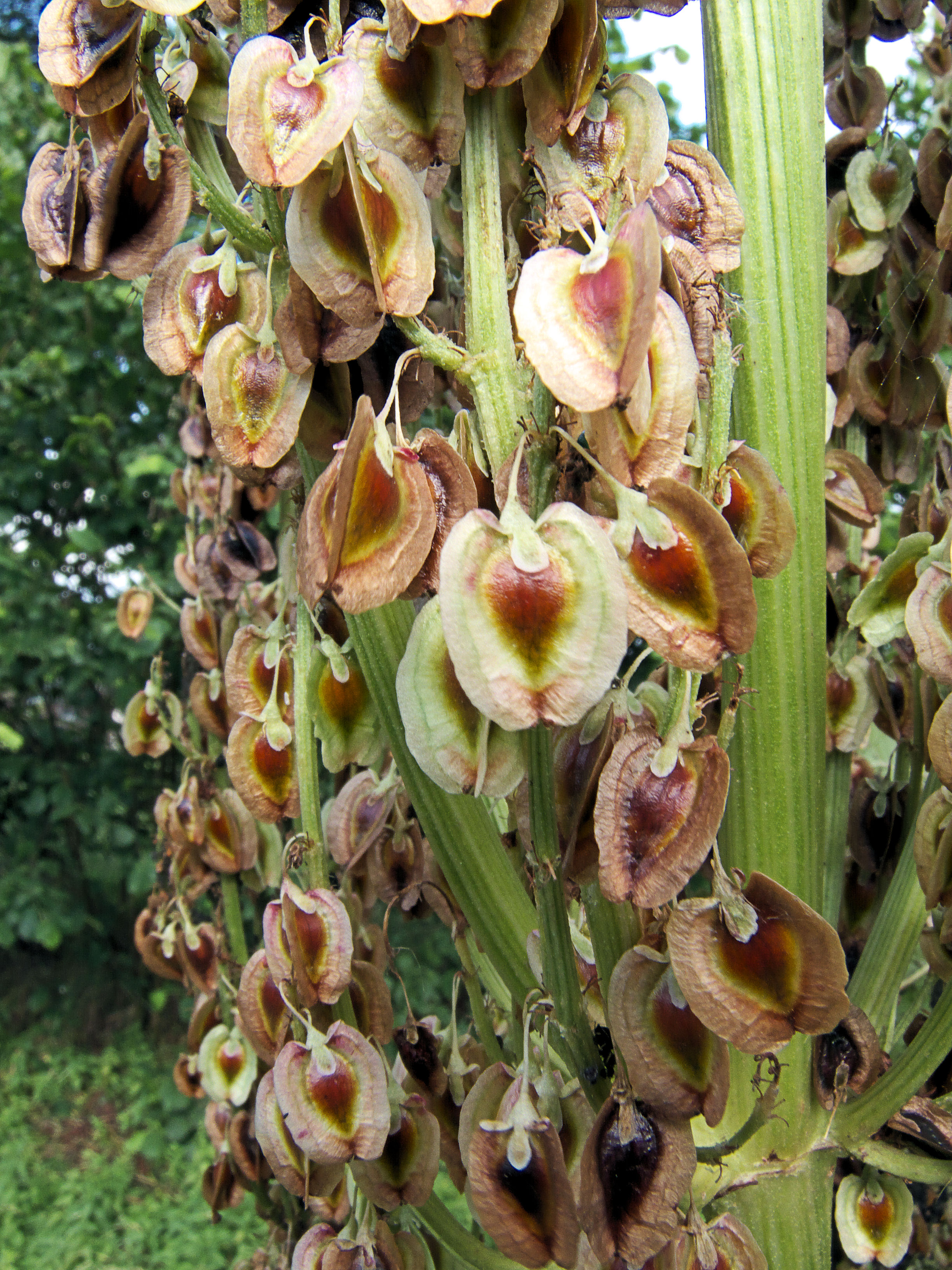
Frutti di rabarbaro

Il rabarbaro è una pianta erbacea perenne e decidua e cresce fino a 2 m di altezza.
Il rabarbaro forma rizomi spessi e irregolari. Le parti fuori terra muoiono in autunno, con il periodo di riposo che inizia in agosto e settembre. Nuovi germogli appaiono in primavera da gemme sotterranee.
Le foglie relativamente grandi, che si riuniscono in una rosetta fogliare basale, sono divise in piccioli e lamine fogliari. Il picciolo spesso, carnoso, finemente scanalato, fibroso e angoloso, di colore da verde chiaro a rossastro, in parte biancastro, arriva fino a 70 cm di lunghezza e fino a 5 cm di larghezza. I gambi delle foglie sono piatti o leggermente scanalati nella parte superiore e rotondi nella parte inferiore. A seconda della varietà, il fusto fogliare è colorato di rosso più o meno intenso a causa della presenza di antociani. La lamina fogliare è di colore verde scuro, cuoriforme e arriva fino a circa 30-50 cm di lunghezza e fino a 30 cm di larghezza. Le foglie contengono acido ossalico dannoso che aumenta notevolmente nel corso dell'anno  e possono causare vomito e problemi circolatori se consumate crude.
Il periodo di fioritura dura da maggio a fine giugno. Per la formazione dei fiori è necessario uno stimolo freddo (vernalizzazione), con temperature inferiori a 10 °C per un periodo di 12-16 settimane. L'infiorescenza a pannocchia arriva fino a 40 cm di lunghezza e contiene fino a 500 fiori. I piccoli fiori di color crema-verdastro chiaro sono poco appariscenti. I frutti sono samare con seme singolo, triangolari e con tre ali, di colore arancio-marrone. I semi misurano 7-10 mm di lunghezza, e 6-8 mm di larghezza.

## Distribuzione e habitat
L'areale nativo del rabarbaro si estende dalla Siberia meridionale alla Cina settentrionale e centrale. Cresce principalmente in climi temperati.

## Storia
Dall'XI secolo Rheum rhabarbarum fu importato dall'Asia Centrale o dalla Cina attraverso la medicina islamica e la Scuola Salernitana nella medicina medievale, dove non i fusti, come oggi, ma soprattutto i germogli sotterranei venivano utilizzati per la preparazione di medicinali.

## Coltivazione

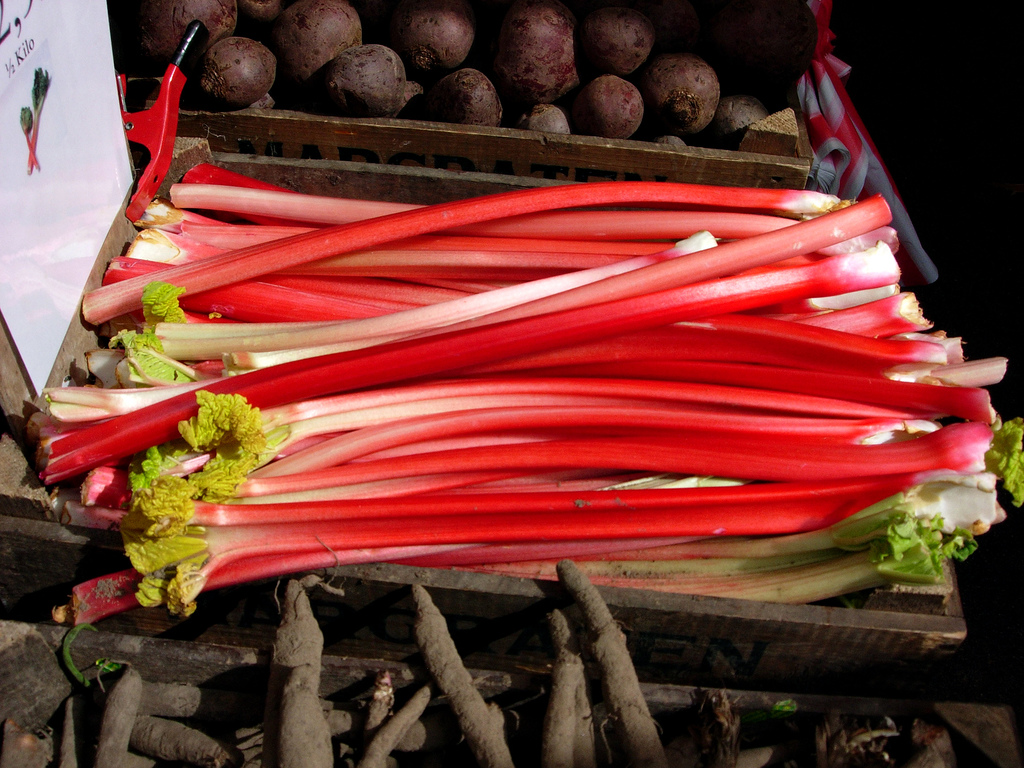
Steli di rabarbaro

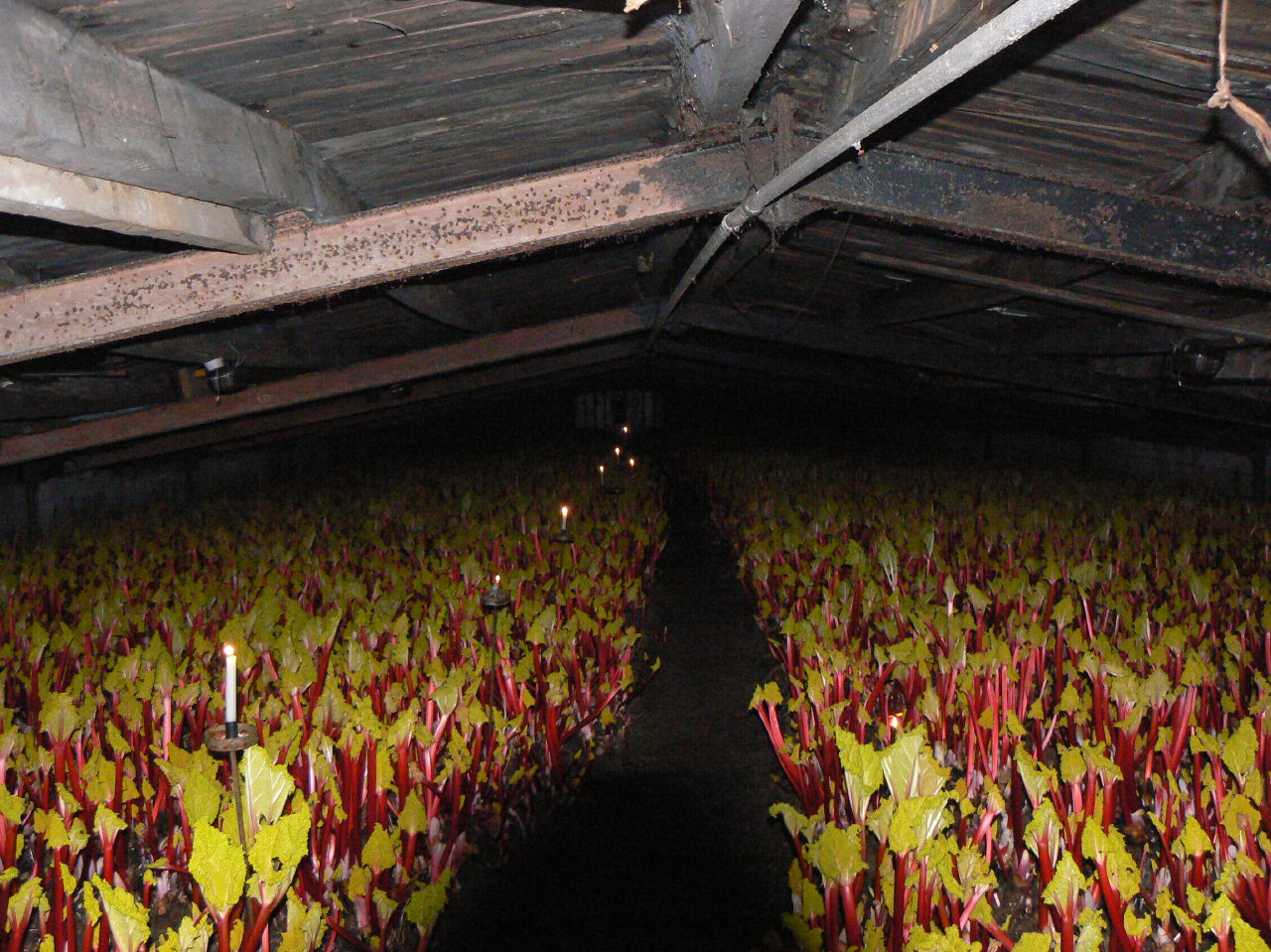
Coltivazione di rabarbaro al buio, nello Yorkshire.

I terreni medio-pesanti, profondi e con una buona ritenzione idrica, con un valore pH compreso tra 5,6 e 7,2, sono i più adatti per la coltivazione. Le esigenze climatiche del rabarbaro sono modeste; necessita soltanto di molta acqua. Le aree destinate alla coltivazione devono essere prive di nematodi ed erbe infestanti.
Il rabarbaro viene coltivato all'aperto con o senza copertura o all'interno. La propagazione avviene prevalentemente per via vegetativa attraverso la divisione dei rizomi. Piante esenti da virus possono essere ottenute mediante propagazione in vitro tramite coltura di tessuti vegetali.
In pieno campo il primo raccolto avviene nel secondo anno dopo la semina. La cultura di solito dura dai cinque ai sei anni. La raccolta manuale per il mercato del fresco avviene spesso ogni 8-14 giorni, mentre la raccolta per l'industria di trasformazione avviene spesso solo due volte a stagione. Le giovani infiorescenze vengono spezzate quando si raccolgono le foglie per aumentare la resa. I rendimenti possono essere 20-45 t di prodotto di mercato per ettaro. In condizioni adeguate, 0-1 °C e 90-95 % di umidità relativa, il rabarbaro all'aperto può essere conservato fino a tre settimane. Il rabarbaro è sensibile all'etilene e deve quindi essere conservato in un luogo permeabile all'aria.
Il rabarbaro viene anche coltivato in serra o all'interno degli edifici. Le condizioni ottimali per questo sono tra 12 e 16 °C e 85-90 % di umidità relativa. A questo scopo i rizomi vengono piantati in terreno sciolto. Il germogliamento alla luce porta alla colorazione rossa preferita degli steli. In Inghilterra il rabarbaro viene tradizionalmente coltivato in speciali vasi di terracotta.

## Usi

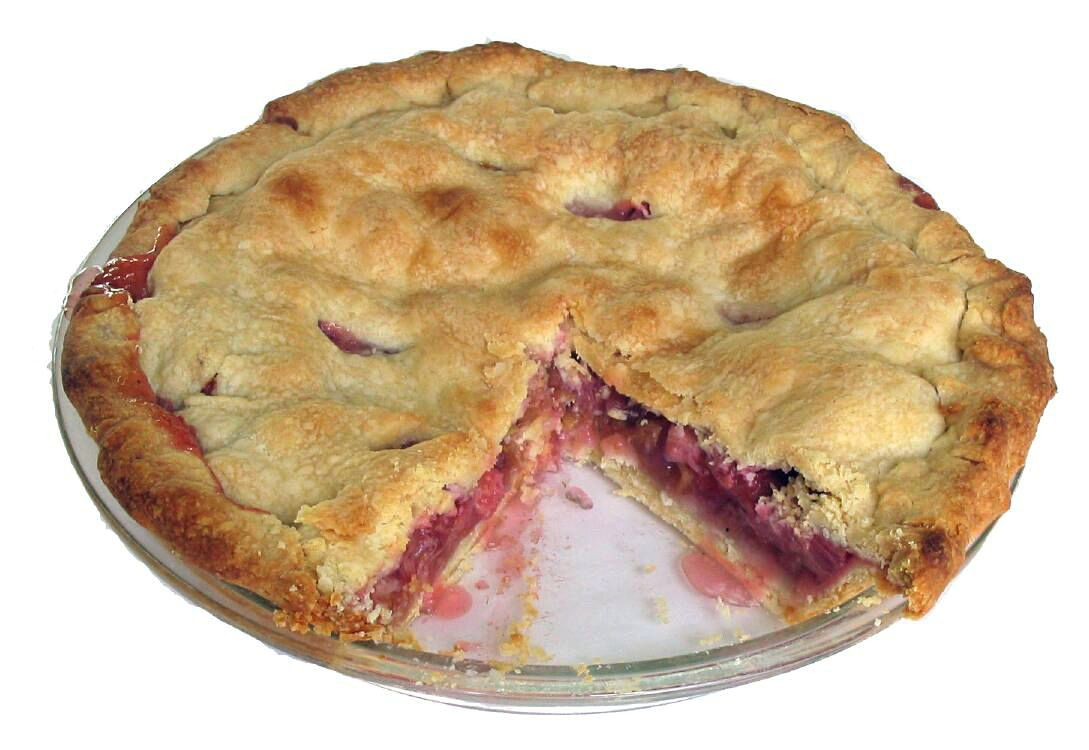
Torta al rabarbaro

A seconda della varietà e dell'età degli steli, i gambi delle foglie vengono pelati e solitamente lavorati ulteriormente. Per la sua preparazione il rabarbaro è generalmente considerato un frutto, anche se in realtà è un ortaggio e viene utilizzato anche nei piatti di verdure della gastronomia. Le preparazioni più conosciute sono le confetture e  composte e le torte. Il rabarbaro viene anche trasformato in succo o mosto. A causa del suo alto contenuto di acido, il rabarbaro viene usato raramente come verdura. Il rabarbaro è popolare per il suo gusto rinfrescante, piccante-aspro e per il basso contenuto energetico.
Importanti per il gusto sono gli acidi, in particolare l'acido malico e citrico, in combinazione con lo zucchero. Le varietà con stelo rosso contengono meno acidi rispetto a quelle con stelo verde. Negli steli sono contenuti in media 460 mg di acido ossalico per 100 g di sostanza fresca. Questo alto contenuto ha un effetto di deplezione del calcio sugli esseri umani. Si consiglia cautela alle persone con malattie dei reni e della cistifellea, nonché ai bambini.